# Bibliographie en sociologie des rapports sociaux
 (août 2024).
- Si vous ne connaissez pas le sujet, laissez ce bandeau (vous pouvez alors contacter les auteurs).
- Si vous supprimez le contenu mis en cause (vous pouvez préalablement contacter les auteurs),

argumentez précisément cette suppression dans la page de discussion
(un manque de référence n'est pas un argument ; une recherche réelle de référence doit avoir été effectuée, être formellement documentée).

## Ouvrages
- Francis Farrugia, La crise du lien social : essai de sociologie critique, Paris, L'Harmattan, 1993
- Francis Farrugia, Archéologie du pacte social : des fondements éthiques et sociopolitiques de la société moderne, Paris, L'Harmattan, 1994
- Pierre Bouvier, Le lien social, Paris, Gallimard, 2005